# The Dynasty (lucha libre)
The Dynasty es un stable heel de lucha libre profesional, quienes actualmente trabajan para Major League Wrestling que está formada por Alexander Hammerstone, Gino Medina y Richard Holliday.
Dentro de sus logros, está el haber sido Campeones Mundiales en Parejas de la MLW, ganados por MJF & Holliday y una vez Campeón Nacional Peso Abierto de la MLW ganado por Hammerstone.

## Historia

### Major League Wrestling (2019-presente)
El grupo se formó en la grabación de televisión de MLW el 2 de febrero de 2019, cuando Richard Holliday atacó al miembro del Hart Foundation, Teddy Hart, después de que MJF perdiera un combate contra Hart. El dúo de MJF y Holliday se embarcó en una rivalidad con New Era Hart Foundation, durante la cual Alexander Hammerstone se unió al grupo y el trío ganó el campeonato durante la pelea cuando Hammerstone fue coronado como el primer Campeón Nacional Peso Abierto de la MLW al derrotar a Brian Pillman Jr., mientras que MJF y Holliday derrotó a New Era Hart Foundation para ganar los Campeonatos Mundiales en Parejas de la MLW.

## Campeonatos y logros
- Major League Wrestling
  - MLW National Openweight Championship (1 vez e inaugural y actual) – Hammerstone
  - MLW World Tag Team Championship (1 vez) – MJF & Holliday